# 柯克阿特达坂
柯克阿特达坂，也称为黑卡子达坂(Heiqiazi Pass)[hqz]是一个沿着 219国道（G219）有许多发夹弯的山口。达坂连接西部的叶尔羌河河谷和东部的喀拉喀什河河谷。北起叶城县的旧G219国道零公里石碑，达坂位于309（192英里）。在叶城县麻扎村与和康縣赛图拉镇之间，靠近两县交界处。西方媒體消息來源通常將其称为柯尔克孜丛林达坂(Kirgizjangal Pass) 。

## 历史
Kirgizjangal这个名字指的是附近历史上臭名昭著的黑黑子将杆的位置（Chinese: 黑黑子将杆/黑黑孜江干[hhz])，字面意思是“柯尔克孜丛林”或“柯尔克孜灌木丛”。位于约10（6英里）向西，是印度和新疆南部塔里木盆地之间旅行商队最好避开的位置。在清朝征服新疆之前，该地区居住着游牧的柯尔克孜族。该地区的柯尔克孜人被称为土匪。他们会抢劫商队并将其队员卖给巴达克山当奴隶。当清朝在 1700 年代后期首次控制该地区时，他们将柯尔克孜人逐出该地区。然而，当清政府在 1850 年代至 1870 年代的太平天国之乱和同治陕甘回乱期间削弱了对地区的控制时，柯尔克孜人又回来了。再加上这些叛乱的经济影响，导致印度和塔里木盆地之间商队路线沿线的贸易减少。
该地区有许多用于建造国道维修队的建筑物，其中许多现在已被废弃。近年来，一些采矿作业开始在达坂以西生产菱铁矿和潜在的铜。

## 注记
- hqz  -中文名称有多种变体，音标也有多种排列。在汉语中，字符是一个有多种读音的。 字符  在此上下文中是一个小型修饰符，因此可以删除。 此外，意为“山口”，有时拼音为“大坂” 。([hqz]可以代表为黑卡子)。
- hhz  -在汉语中，“黑黑子”是柯尔克孜族的古字。[12]